# Saint-Priest-la-Marche
Saint-Priest-la-Marche is een gemeente in het Franse departement Cher (regio Centre-Val de Loire) en telt 232 inwoners (2004). De plaats maakt deel uit van het arrondissement Saint-Amand-Montrond.

## Geografie
De oppervlakte van Saint-Priest-la-Marche bedraagt 20,7 km², de bevolkingsdichtheid is 11,2 inwoners per km².
De onderstaande kaart toont de ligging van Saint-Priest-la-Marche met de belangrijkste infrastructuur en aangrenzende gemeenten.

## Demografie
Onderstaande figuur toont het verloop van het inwonertal (bron: INSEE-tellingen).